# Passiflora tarminiana
Passiflora tarminiana (conocida como tumbo, curuba ecuatoriana, curuba india o tacso amarillo) es una trepadora de la familia de las pasifloráceas, originaria de las tierras altas tropicales de Sudamérica, donde crece entre los 2000 y 3500 m s. n. m. Se cultiva en muchos países, en Hawái y Nueva Zelanda se considera especie invasiva.

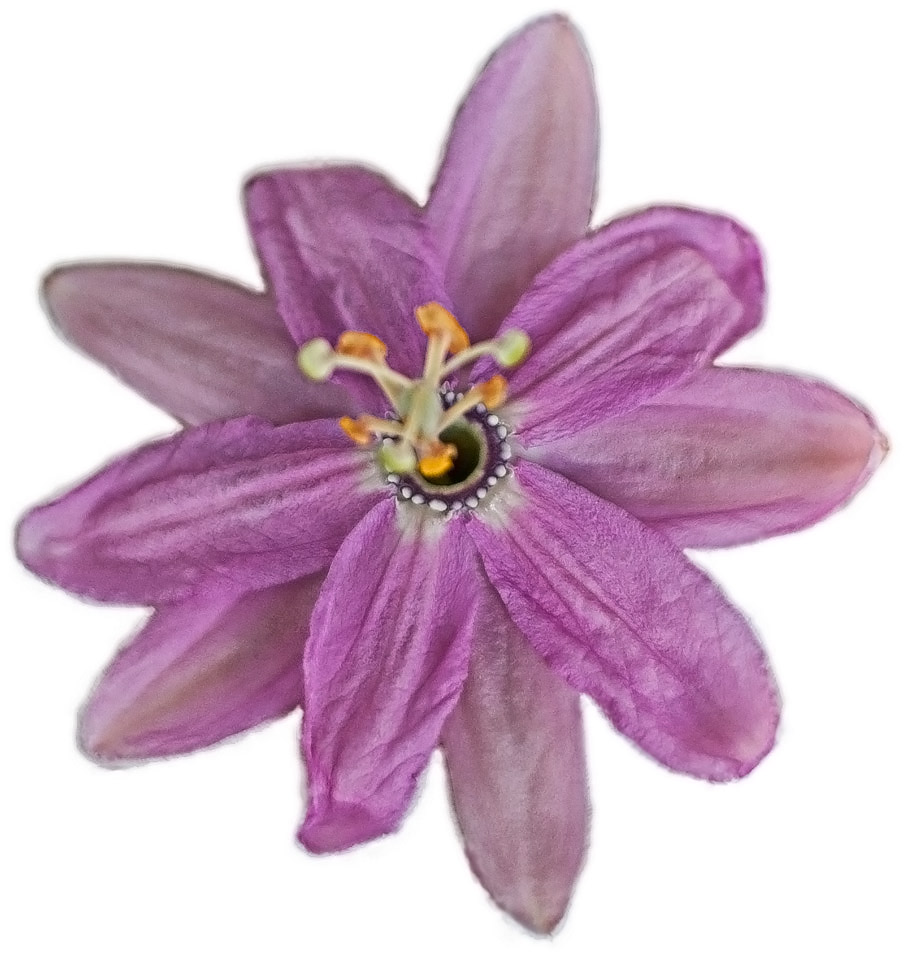
Flor.

Vista de la planta.

## Descripción
Los tallos llegan a tener 5 m de largo. Son lianas con internodos de 6 a 12 cm. Las hojas son aserradas, trilobadas, la central de un tamaño promedio de 11 por 5 cm, las laterales de 9 por 4 cm; las flores son axilares, solitarias y pendientes con pedúnculo de 3 a 10 cm de largo, con brácteas de 3 a 4 por 2 a 3 cm, pétalos y sépalos lilas brillantes. Fruto fusiforme de 9 a 14 cm de largo por 3,5 a 4,5 cm de diámetro; el pericarpio verde oscuro al madurar se torna amarillo o anaranjado; semillas múltiples, de color castaño rojizo cuando están secas, con arilos anaranjados, dulces, y aromáticos. 
Passiflora tarminiana es diferente de Passiflora mollissima porque las hojas de P. tarminiana glabras y lustrosas en el envés; sus flores se abren ampliamente, mientras que las de P. tripartita son acampanadas. Además, las estípulas de P. tarminiana tienden a caer. P. tarminiana difiere de su pariente más cercano por la combinación de caracteres de las estípulas aciculares muy pequeñas y los pétalos y sépalos grandes y reflexos.[cita requerida]
Son hojas simples de hojas en un solo peciolo y una por nudo.

## Usos
Por su fruto es cultivada para el mercado en Ecuador, Colombia, Perú y Venezuela y ha sido introducida en México, Canarias, Etiopía, Zimbawe, Sri Lanka, Filipinas, Papúa-Nueva Guinea, Nueva Zelanda y Hawái donde presenta una expansión invasiva. Se adapta al cultivo industrial, debido a su vigor y a su resistencia a enfermedades causadas por hongos.

## Taxonomía
Passiflora tarminiana fue descrita por Coppens & V.E.Barney y publicado en Novon 11(1): 9–14, f. 1, 2 [map], 3. 2001.
Etimología
Ver: Passiflora

## Referencias

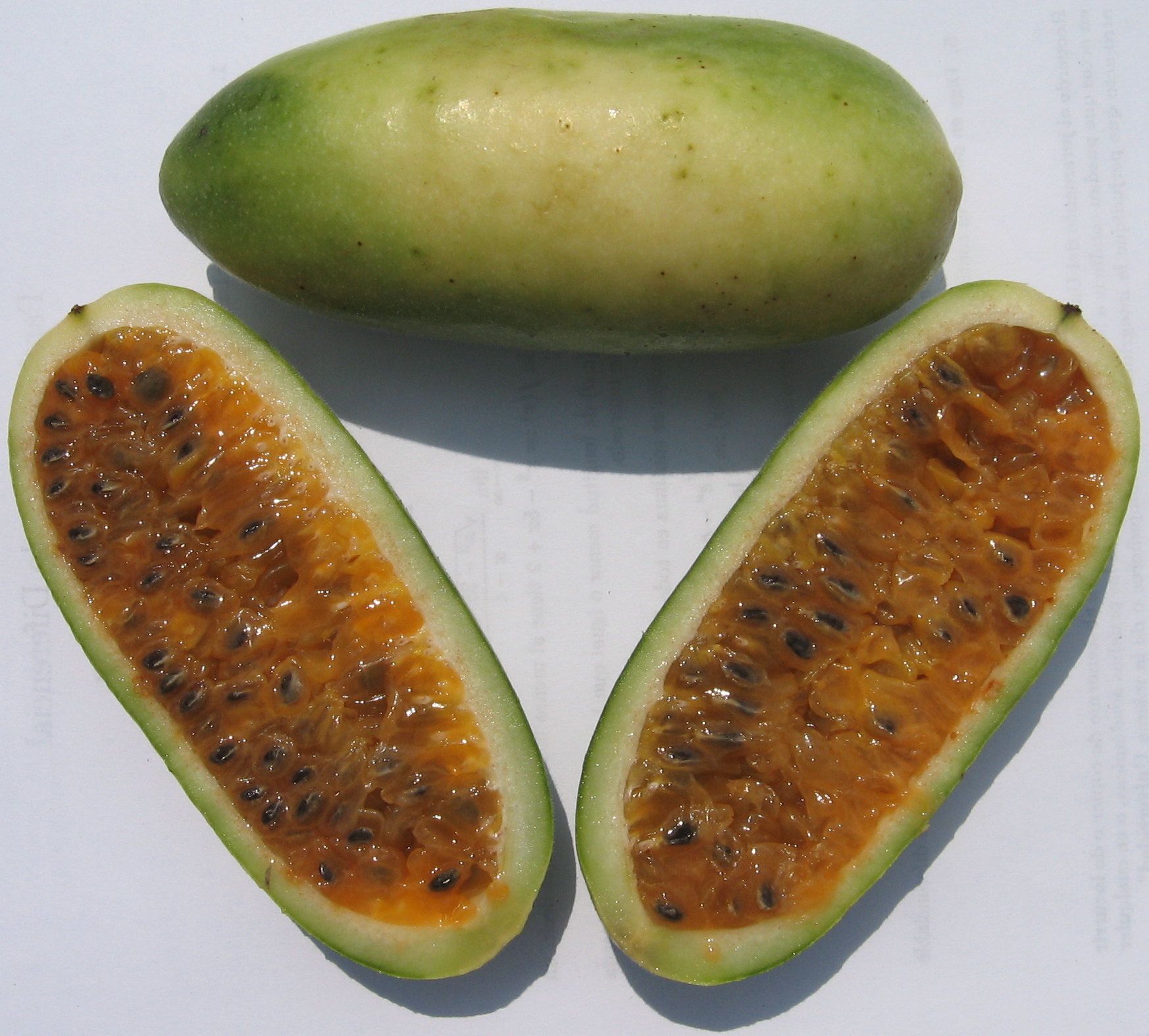
Fruto

## Nombres comunes
- Taxo (Ecuador)
- Curuba (en Colombia)
- tumbo (en Bolivia)
- tumbo (en Perú)[4]